# Biblis
Biblis este o comună din landul Hessa, Germania.